# The Keys of Marinus
A The Keys of Marnius a Doctor Who sorozat ötödik része, amit 1964. április 11. és május 16. között vetítették 6 epizódban. A történet során egy szokatlan küldetés teljesítéséhez több kis kalandot kell átélniük.

## Történet
A Doktor és társai a Marnius bolygóra érkeznek, üvegsziklák borította tengerpartra. A bolygót évezredek óta Marnius Lelkiismerete, egy számítógép tartotta irányítása alatt, azonban egy idegen ténykedése miatt a bolygót katasztrófa fenyegeti. A számítógép leállításához öt kulcsot kell innen-onnan összeszedni.
Kisebb kalandok:
- Egy kaland a Morphoton paradicsom városban amit titokban egy gonosz számítógép tártja fogságban.
- Egy gyorsan növő erdő.
- Egy nagyon havas helységi nehézségek.
- Végül tisztázni kel Iant egy bíróságon.

## Epizódok címei
- 1. rész: The Sea of Death (magyarul: A halál tengere)
- 2. rész: The Velvet Web (magyarul: A bársonyos háló)
- 3. rész: The Screaming Jungle (magyarul: A sikító dzsungel)
- 4. rész: The Snows of Terror (magyarul: A terror hava)
- 5. rész: Sentence of Death (magyarul: Halálra ítélve)
- 6. rész: The Keys of Marinus (magyarul: Marinus kulcsai)

## Könyvkiadás
A könyvváltozatát 1980. augusztus 21-én adta ki a Target könyvkiadó.

## Otthoni kiadás
- VHS-en 1999-ben adták ki.
- DVD-n 2009. szeptember 21-én adták ki.

### Fordítás
- Ez a szócikk részben vagy egészben  a   The Keys of Marnius című angol Wikipédia-szócikk fordításán alapul.  Az eredeti cikk szerkesztőit annak laptörténete sorolja fel. Ez a jelzés csupán a megfogalmazás eredetét és a szerzői jogokat jelzi, nem szolgál a cikkben szereplő információk forrásmegjelöléseként.